# 1951 في رومانيا
فيما يلي قوائم الأحداث التي وقعت خلال عام 1951 في رومانيا.

## رياضة
- 1 يناير – دوري الدرجة الأولى الروماني 1951 الفائز نادي ستيوا بوخارست.

## مواليد

### مارس
- 26 مارس – كوستيكا ستيفانيسكو لاعب كرة قدم.

### يوليو
- 2 يوليو – جورجي فيسو ممثل روماني.
- 29 يوليو – ماريانا سومان

### أغسطس
- 2 أغسطس – مارتشيل يوريش ممثل روماني.

### نوفمبر
- 4 نوفمبر – ترايان باسيسكو

### ديسمبر
- 7 ديسمبر – نيكولاي مونتيانو لاعب كرة يد روماني.

## وفيات

### ديسمبر
- 6 ديسمبر – جى إدوارد برومبيرج (مواليد 1903) ممثل.